# 石井敬吉
石井 敬吉（いしい けいきち、慶応2年11月11日（1866年12月17日） - 昭和7年（1932年）3月10日）は、明治から昭和時代前期の建築家、構造家、建築学者、建築史家。最初の日本建築史研究者として知られる伊東忠太より早く日本建築史の研究を開始する。その後は実際の建築実務に関心を移し、構造と構法に関する研究を進めた。工手学校（現工学院大学）造家学科教員。

## 略歴
1866年（慶応2年）、常陸国（現茨城県）生まれ。第一高等学校を経て東京帝国大学工科大学造家学科入学。造家学科発足以来初めて卒業論文で建築史をテーマにし、1891年（明治24年）7月造家学科を卒業。同年から講師となり、社寺建築の研究を進める。
1892年（明治25年）に助教授となり建築製図、講座は第三講座（建築史）を担当。日本建築史の研究と教育に先鞭がつけられることとなった。また、造家学科の教官を務める間、伊東忠太、塚本靖、武田五一、大澤三之助、横河民輔らと建築学会誌である『建築雑誌』の編集委員も兼務した。1892年（明治25年）1月より、既存の文献資料を用いて、建築雑誌において『日本仏寺建築沿革略』の連載を開始する。1894年（明治27年）には『現存家屋改築論』を発表する。また同年には、同年発生した根室沖地震の調査に現地視察。構造物被害について詳しく報告している。
1898年（明治31年）12月から内匠寮技師に転じ、東宮御所御造営局勤務、東宮御所の造営にたずさわる。1899年（明治32年）渡米し、翌1900年（明治33年）に帰国。1902年（明治35年）、辰野金吾らと第一銀行本店を設計する。
1907年（明治40年）に内匠寮技師を辞し、同年構造担当として横河工務所に入社。帝国劇場、旧東京証券取引所、三越各店舗の構造部設計を担当。以降は雑誌に『業録』雑記として鋼筋コンクリートにて製造する計算の一例を掲載し、教授工學博士中村達太郎の論文を讀み耐震計算に就き一言鋼筋コンクリート煙突の計算を諭すや煉瓦築造試驗續報煉瓦築造試驗續報などを発表し、構造の専門家としてもっぱら知れ渡ることになる。
1919年（大正8年）、工学博士会の推薦によって、大熊喜邦や佐藤功一らとともに工学博士の学位を授与される。